# Katsuya Senzaki
Katsuya Senzaki (japanisch 先崎 勝也 Senzaki Katsuya; * 9. April 1987 in Fujisawa) ist ein japanischer Fußballspieler.

## Karriere
Senzaki erlernte das Fußballspielen in der Schulmannschaft der Shizuoka Gakuen High School und der Universitätsmannschaft der Kokushikan-Universität. Seinen ersten Vertrag unterschrieb er 2011 bei Vanraure Hachinohe. 2012 wechselte er zum Zweitligisten FC Machida Zelvia. 2013 wechselte er zum Drittligisten FC Ryukyu. Im Juli 2013 wechselte er zu FC Kagoshima (heute: Kagoshima United FC).